# Bulbophyllum bakhuizenii
Bulbophyllum bakhuizenii är en orkidéart som beskrevs av Cornelis Gijsbert Gerrit Jan van Steenis. Bulbophyllum bakhuizenii ingår i släktet Bulbophyllum och familjen orkidéer. Inga underarter finns listade i Catalogue of Life.